# Baroness M
La Baroness M era una nave traghetto varata nel 1967, appartenuta con questo nome dalla compagnia di navigazione greca Marlines dal 1985 al 1997.

## Servizio
Costruita per la P&O, fu impiegata da questa compagnia su rotte nella Manica con il nome di Lion fino alla vendita alla compagnia di navigazione greca Marlines, avvenuta nel 1985. Dopo essere stata sottoposta a lavori di ristrutturazione, con un aumento dei posti letto, nel 1986 fu immessa su una lunga linea da Ancona alla Turchia via Pireo e Creta insieme all'ammiraglia Queen M. Nel 1987 e nel 1988 fu noleggiata alla British Channel Islands Ferries, che la utilizzò per collegamenti stagionali con le isole della Manica con il nome di Portelet. 
Rientrata dal noleggio e ripreso il nome originale, la nave continuò a servire su rotte lunghe, come collegamenti tra Cipro e il Libano o una linea Pireo - Cipro - Israele. Proprio durante un viaggio tra il Libano e Cipro, la nave fu colpita da diverse cannonate sparate da una nave da guerra siriana, che provocarono un morto e diversi feriti; i danni allo scafo furono però limitati e la nave riuscì a tornare a Larnaca, il porto di partenza..
Dopo questa disavventura, le linee verso Libano e Israele furono eliminate dai programmi della compagnia e la Baroness M fu spostata nel 1991 sul collegamento Brindisi - Corfù - Igoumenitsa - Patrasso. Rimase su questa linea fino al 1994, quando fu immessa sulla Ancona - Igoumenitsa - Patrasso.
Nel 1995 le ciminiere furono leggermente innalzate e la nave fu spostata sulla rotta Bari - Corfù - Igoumenitsa, dove rimase fino alla vendita, a fine stagione 1997, a una compagnia indonesiana. Il traghetto mantenne il nome Baroness M fino al 2002, quando fu posto in disarmo e messo in vendita con il nome di Adinda Lestari 101. 
Rimasta senza acquirenti, nel 2004 la nave fu demolita in Bangladesh.